# Качалин, Илья Иванович
Илья́ Ива́нович Качалин (1921—1978) — старшина Рабоче-крестьянской Красной Армии, участник Великой Отечественной войны, Герой Советского Союза (1945).

## Биография
Илья Качалин родился 2 августа 1921 года в деревне Змеевка (ныне — Октябрьский район Челябинской области). В 1936 году он окончил пять классов школы, после чего работал слесарем на Челябинском тракторном заводе. После окончания курсов машинистов Качалин работал в паровозном депо. В 1940 году он был призван на службу в Рабоче-крестьянскую Красную Армию. Окончил полковую школу механиков-водителей танков. С июня 1942 года — на фронтах Великой Отечественной войны. К январю 1945 года старший сержант Илья Качалин был механиком-водителем танка танкового батальона 93-й отдельной танковой бригады 4-й танковой армии 1-го Украинского фронта. Отличился во время освобождения Польши.
Во время боя за город Равич экипаж Качалина перерезал пути отступления немецких войск, захватив два эшелона с боеприпасами. 30-31 января 1945 года во время отражения немецких контратак в районе населённого пункта Зофиенталь к югу от города Гура экипаж Качалина уничтожил 3 танка, 5 артиллерийских орудий, 26 автомашин.
Указом Президиума Верховного Совета СССР от 10 апреля 1945 года за «образцовое выполнение боевых заданий командования на фронте борьбы с немецкими захватчиками и проявленные при этом мужество и героизм» старший сержант Илья Качалин был удостоен высокого звания Героя Советского Союза с вручением ордена Ленина и медали «Золотая Звезда» за номером 6023.
Участвовал в Параде Победы. В 1945 году в звании старшины Качалин был демобилизован. Проживал и работал в Челябинске. Умер 10 ноября 1978 года, похоронен на Успенском кладбище Челябинска.
Был также награждён орденами Отечественной войны 1-й и 2-й степеней, рядом медалей.